# Raublatt-Aster
Die Raublatt-Aster (Symphyotrichum novae-angliae (L.) G. L. Nesom; Syn.: Aster novae-angliae L.), auch Neuengland-Aster genannt, ist eine Pflanzenart innerhalb der Familie der Korbblütler (Asteraceae). Sie ist in Nordamerika weitverbreitet. In Europa ist sie ein Neophyt. Viele Sorten werden als Zierpflanzen verwendet.

## Beschreibung

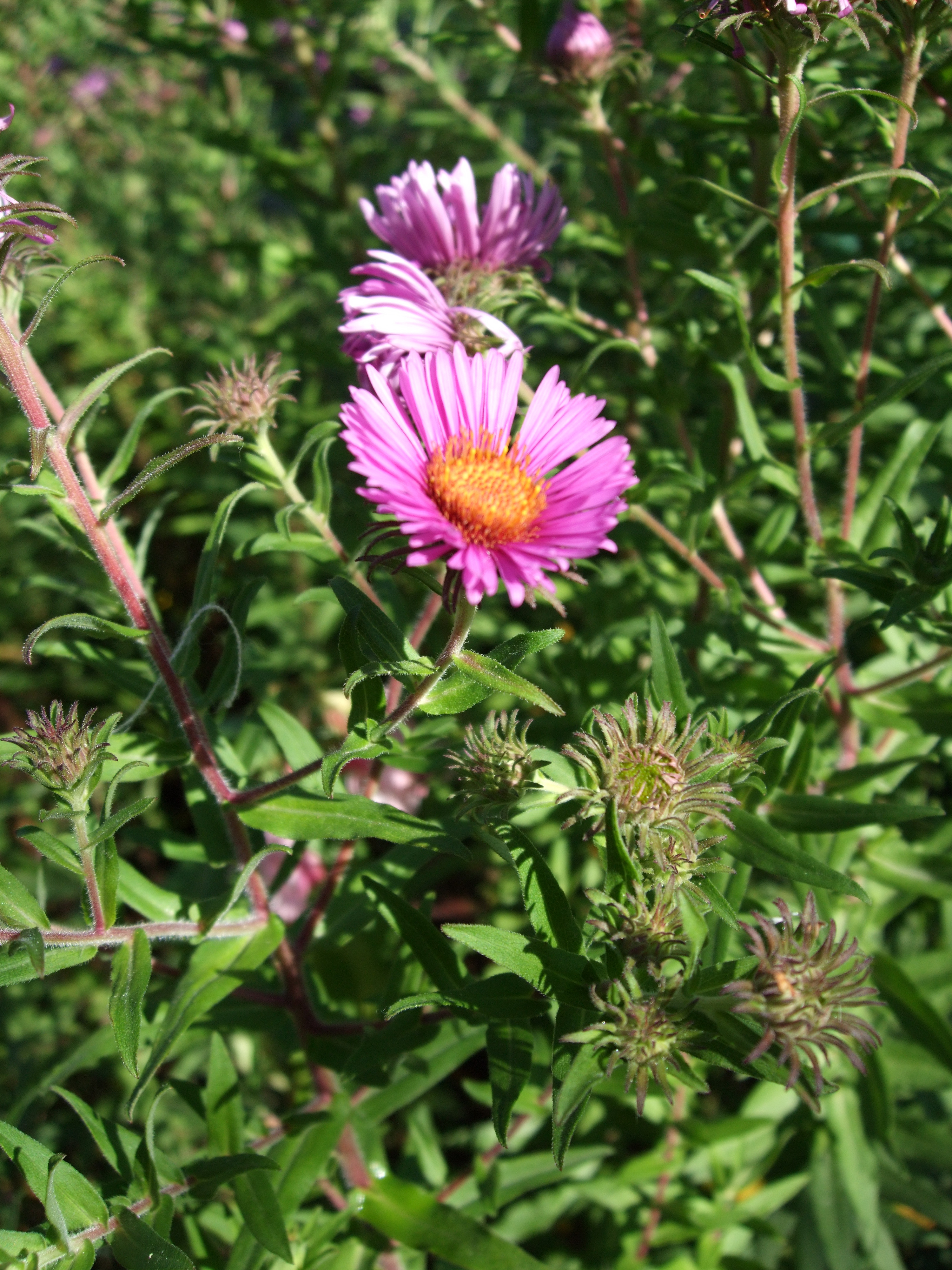
Ausschnitt eines Blütenstandes mit Blütenkörben in unterschiedlichen Entwicklungsstadien und die obersten Blätter

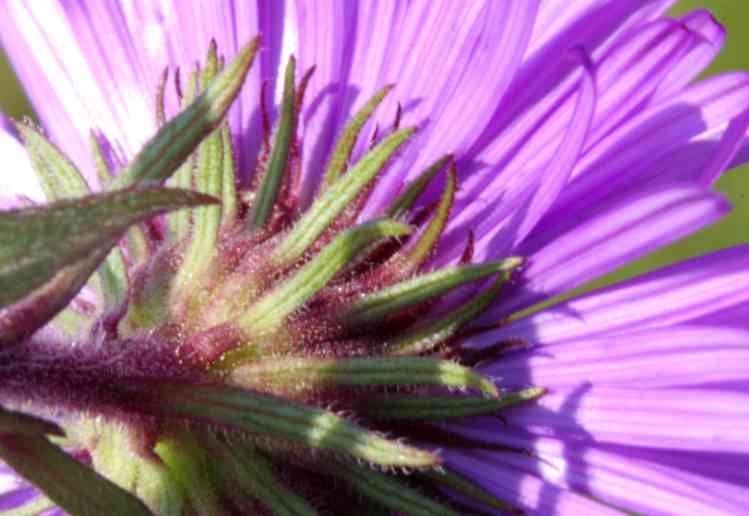
Blütenkorb von unten: das Involucrum mit den Hüllblättern, die am Rand drüsig behaart sind

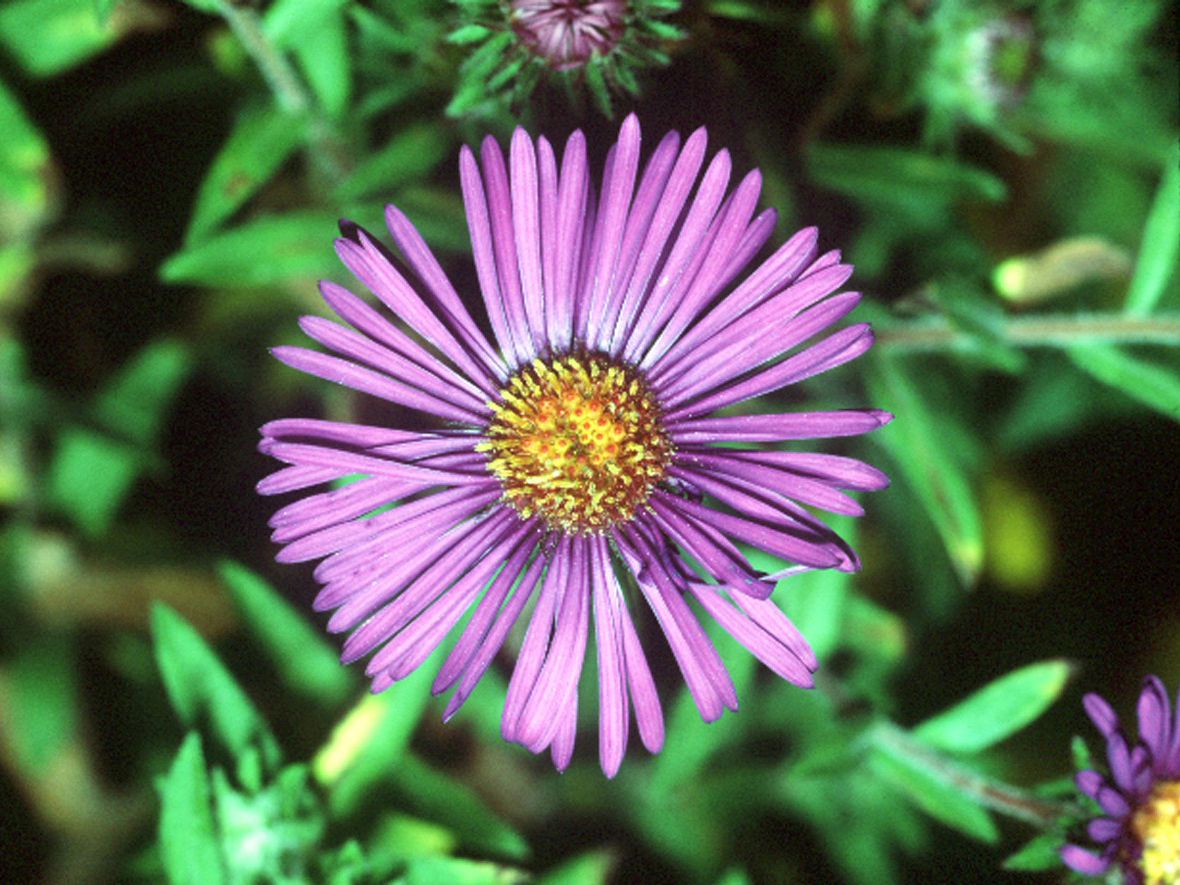
Raublatt-Aster (Symphyotrichum novae-angliae)

### Erscheinungsbild und Blatt
Die Raublatt-Aster wächst als ausdauernde krautige Pflanze, die Wuchshöhen von 0,3 bis 1,2 Meter erreicht. Sie bildet Horste. Es wird entweder ein dicker, holziger und verzweigter Caudex oder kurze fleischige Rhizome mit teilweise verdickten Stellen gebildet. Jede Pflanze bildet ein bis fünf, gelegentlich auch mehr, aufrechte und kräftige Stängel aus. Die im oberen Bereich spärlich borstig-rau bis fein und im unteren Bereich mehr oder weniger dicht gestielt drüsig behaarten (Indument) Stängel sind hell bis dunkelbraun gefärbt und weisen im unteren Bereich manchmal eine leicht purpurfarbenen Tönung auf.
Die hell- bis dunkelgrünen dünnen und häufig steifen Laubblätter sind ungestielt. Die Laubblätter sind meist verwelkt oder verwelken zur Blütezeit. Die spärlich rau behaarte Blattspreite besitzt einen ganzen oder manchmal auch einen flach gezähnten und bewimperten Spreitenrand. Die einfache Blattspreite der dreinervigen Laubblätter an der Stängelbasis ist mit einer Länge von 2 bis 6 Zentimetern und einer Breite von 0,5 bis 1,5 Zentimetern meist spatelförmig, manchmal auch verkehrt-lanzettlich mit spitz zulaufender Basis und spitzem oberen Ende. Die einfache, ganzrandige Blattspreite der mittleren Stängelblätter ist mit einer Länge von 5 bis 10 Zentimetern und einer Breite von 0,5 bis 2 Zentimetern länglich oder lanzettlich mit einer öhrchenförmigen stängelumfassenden Spreitenbasis und spitzem oder stachelspitzigen oberen Ende. Die Blattflächen sind mit gestielten Drüsenhaaren bedeckt, die Blattunterseite ist dünn striegelig und die Blattoberseite ist rau bis borstig behaart. Die einfache Blattspreite der oberen Stängelblätter ist mit einer Länge von 3 bis 8 Zentimetern und einer Breite von 0,6 bis 1,5 Zentimetern verkehrt-lanzettlich mit einer öhrchenförmigen stängelumfassenden Spreitenbasis und spitzem bis stumpfen oder stachelspitzigen oberen Ende; sie werden nach oben hin allmählich kleiner. Die Blattflächen sind mäßig bis dicht mit kurzen weichen Haaren und spärlich bis mäßig dicht mit gestielten Drüsenhaaren (Trichome) bedeckt.

### Blütenstand, Blüte und Frucht
Die Blütezeit der Raublatt-Aster erstreckt sich in Nordamerika von August bis November. In beblätterten, schirmrispigen Gesamtblütenständen stehen manchmal dicht gedrängt viele körbchenförmigen Teilblütenstände zusammen. Die 0,3 bis 4 Zentimeter langen, im oberen verbreiterten Korbstiele sind dicht mit kurzen gestielten Drüsenhaaren besetzt. Es sind ein bis vier laubblattähnliche, linealische bis schmal-lanzettliche Hochblätter vorhanden, die dicht mit kurzen gestielten Drüsenhaaren besetzt sind und abgestuft in die Hüllblätter übergehen. Im meist 7 bis 9 (5 bis 15) Millimeter großen, glockenförmigen bis halbkugeligen Involucrum stehen die Hüllblätter in meist drei bis fünf, selten sechs Reihen. Von den ungleichen, dunkelgrünen bis purpurfarben getönten Hüllblättern sind die äußeren laubblattähnlich. Bei den mittleren bis inneren linealisch-lanzettlichen Hüllblättern ist das untere Drittel bis die Hälfte trockenhäutig. Der Rand der Hüllblätter ist dicht drüsig behaart, die Blattflächen sind kahl und die ausgebreitete bis zurückgebogene oder sparrige Hüllblattspitze ist mehr oder weniger lang zugespitzt. Nur bei den äußeren Hüllblättern sind die Blattflächen dicht mit gestielten Drüsenhaaren besetzt. Es sind keine Spreublätter vorhanden.
Der Blütenkorb enthält meist 50 bis 75 (40 bis 100) Zungen- = Strahlenblüten und 50 bis 110 Röhren- = Scheibenblüten. Bei den weiblichen, fertilen Zungenblüten sind die Zungen 0,9 bis 1,3 Zentimeter lang und 0,8 bis 1,3 Millimeter breit. Die Blütenkronen der Zungenblüten sind dunkel-rosafarbenen bis dunkel-purpurfarben, manchmal auch blass-rosafarben oder weiß. Die Blütenkronen der Röhrenblüten sind hellgelb und verfärben sich mit der Zeit purpurfarben. Die zwittrigen, fertilen Röhrenblüten sind meist 4,5 bis 5,5 (4 bis 7) Millimeter lang. Die Kronröhren der Röhrenblüten öffnen sich nach etwa der Hälfte ihrer Länge zu einem schmal-trichterförmigen, kahlen bis spärlich behaarten Schlund. Ihre fünf Kronzipfel sind 0,4 bis 0,7 Millimeter groß und dreieckig.
Die blass-purpurfarben oder braunen Achänen sind bei einer Länge von 1,8 bis 2,5, selten bis zu 3 Millimetern und einer Dicke von 0,6 bis 1 Millimetern länglich bis verkehrt-kegelförmig und im Gegensatz zu anderen Symphyotrichum-Arten nicht abgeflacht. Die sieben- bis zehnnervige Achänen sind dicht seidig behaart und im Gegensatz zu anderen Symphyotrichum-Arten sind auch wenige gestielte Drüsenhaare vorhanden. Der haltbare Pappus besteht aus gelbbraunen und an der Basis manchmal rosafarbenen, 4,5 bis 6 Millimeter langen, feinbärtigen Pappusborsten.

### Chromosomensatz
Die Chromosomengrundzahl beträgt x = 5; es liegt Diploidie vor, Symphyotrichum novae-angliae besitzt also eine Chromosomenzahl von 2n = 10.

## Vorkommen
Das natürliche Verbreitungsgebiet der Raublatt-Aster umfasst fast die gesamten Vereinigten Staaten sowie Kanada (New Brunswick, Nova Scotia, Ontario, Québec, südliches Manitoba). Die Vorkommen in Montana, Oregon, Utah, Washington und Wyoming gehen auf Kulturflüchtlinge zurück. Es ist auch möglich, dass es weitere von Kulturflüchtlingen abstammende Vorkommen gibt. Aus British Columbia gibt es Berichte über kurzlebige Vorkommen. In Europa tritt die Raublatt-Aster als Neophyt auf. Sie ist aber auch ein Neophyt auf Hispaniola, in Neuseeland und in Georgien. Sie kommt in Mitteleuropa besonders in Gesellschaften der Unterklasse Galio-Urticenea vor.
Die Raublatt-Aster gedeiht in Nordamerika auf Feldern, Wiesen, in Prärien, strauchbestandenen Sümpfen, Mooren, Dickichten und feuchten Waldrändern sowie an Entwässerungsgräben, Straßenrändern, Eisenbahnschienen und Küsten auf reichen, feuchten bis nassen, sandigen oder lehmigen Böden in Höhenlagen von 0 bis 1600 Metern. Symphyotrichum novae-angliae wächst manchmal etwas „unkrautartig“.

## Systematik

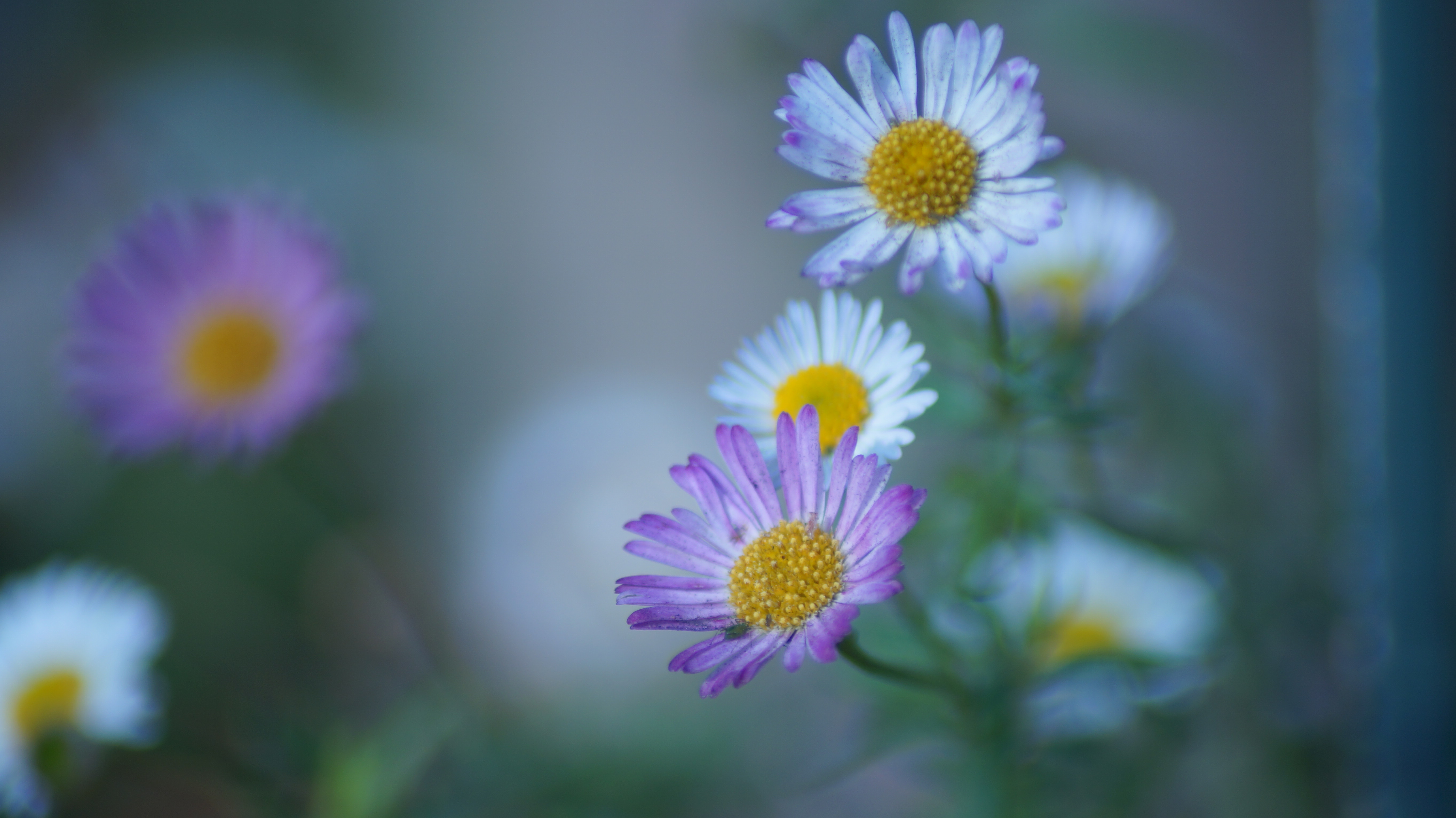
Raublatt-Aster gefunden in Dornbirn, Vorarlberg.

Die Erstveröffentlichung erfolgte 1753 unter dem Namen (Basionym) Aster novae-angliae durch Carl von Linné in Species Plantarum, Band 2, Seite 875. Die Neukombination zu Symphyotrichum novae-angliae in der Gattung Symphyotrichum wurde 1994 durch Guy L. Nesom in Phytologia, Band 77, Nummer 3, Seite 287 veröffentlicht. Ein weiteres Synonym für Symphyotrichum novae-angliae (L.) G.L.Nesom ist Virgulus novae-angliae (L.) Reveal & Keener.

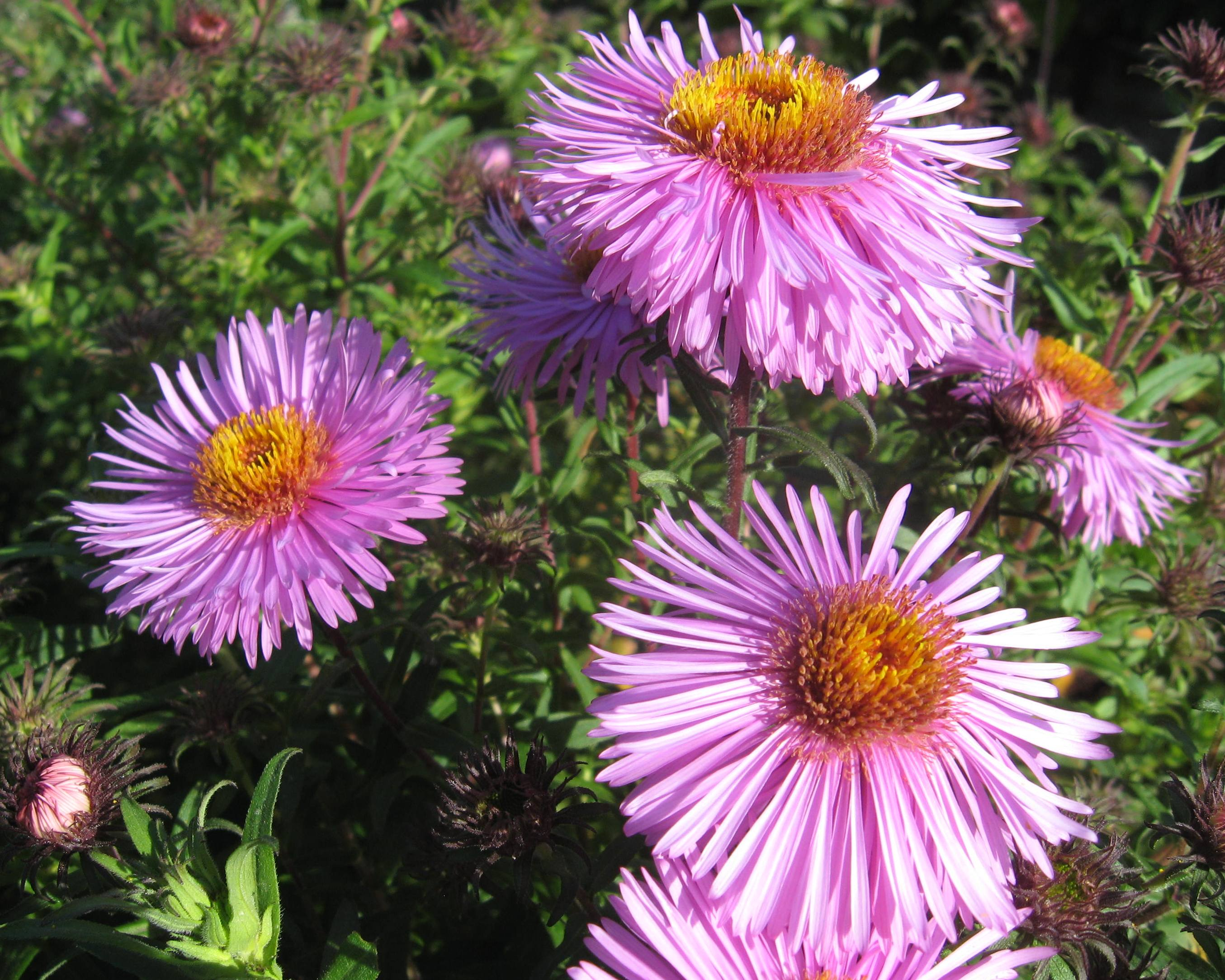
Details von Blütenkörben der Sorte 'Lye End Beauty'

Symphyotrichum novae-angliae bildet mit Symphyotrichum ericoides die Hybride Symphyotrichum ×amethystinum aus.

## Nutzung
Zahlreiche Sorten der Raublatt-Aster werden in den gemäßigten Breiten als Zierpflanzen in Parks und Gärten verwendet.